# 永山杏佳
永山 杏佳（ながやま きょうか、1995年8月31日 - ）は、日本の歌手、女優、
女性アイドルユニット「あすきょう」の妹きょうかである。永山飛鳥は双子の姉。

## 略歴
2006年、12月18日双子の姉永山飛鳥とともにナルミヤ・インターナショナル主催のシンデレラオーディション2006年度最優秀グランプリを2人で受賞し芸能界デビュー。ヴィジョンファクトリーに所属しナルミヤのイメージモデルとして雑誌やカタログなどで活動。
2007年、6月25日ヴィジョンファクトリーの新人プロジェクトNEXT GENERATIONのメンバーとしてお披露目。この頃からキャレス ボーカル＆ダンススクール大阪校に通う。
2011年、キャレス ボーカル＆ダンススクール大阪校に通うMii、Misaki、Hono、永山飛鳥と5人でダンス・ボーカルユニットを結成し、大阪城公園を中心にストリートライブやYouTubeに動画を投稿始める。7月28日ニコニコ動画にあすかと2人で「おちゃめ機能を双子で踊ってみた」を投稿し踊り手デビュー。その後あすきょうとしてニコニコ動画　踊ってみたの公式イベントに出演し2人でも活動を始める。
2012年、9月12日Dancing Dollsのメンバーとしてソニー・ミュージックレコーズからメジャーデビュー。
2014年、7月31日Dancing Dolls、あすきょう　活動休止
2016年、12月4日から多摩テレビ「地域密着!た・ま・て・ば・こ」のレギュラーメンバーとなる。
12月7日～12月11日アリスインプロジェクト「GIRLS TREK」島津桃子役で初舞台。
2017年、MBS「プレバト!!」番組アシスタントレギュラー。
2018年、ABC「芸能人格付けチェック」番組アシスタントレギュラー。　7月28日4年間の活動休止を経て双子ユニット「あすきょう」再始動
2019年、1月23日永山杏佳（あすきょう）名義でソロライブを始める。舞台などの個人活動は控え、双子ユニットあすきょうをメインに活動している。

## 人物
あすきょう再始動を機に作詞、振り付け、主催イベントなどあすきょうのプロデュースと制作を行っている。8月30日に行われたあすきょう1stワンマンライブ「today & tomorrow」で流された映像は全て自分で編集している。
アイドルグループの振り付けも担当する。（「いちごみるく色に染まりたい。」「DONDOLI」「GRACE」「MAXVOLTAGE」他）
日本史が好きで城や歴史の地巡りが趣味である。
2018年11月11日大日本プロレス「両極譚～RYOGOKUTAN～2018」を初観戦しプロレスにはまる。毎週週刊プロレスを購入するほど熱中している。
動物のきりんが好きで幼少期から人形や小物を集めブログで紹介している。
食パンとアイスが好きであすきょうのグッズ、アクリルキーホルダーが食パンとアイスでデザインされている。
あすきょうYouTubeチャンネルでは全ての動画を撮影、編集している。
2021年5月3日にYouTubeに投稿された動画で声帯結節になり手術をする事を報告した。

## 出演
- Dancing Dollsとあすきょう名義のものについては「Dancing Dolls」、「あすきょう」を参照

### テレビ
- 地域密着!た・ま・て・ば・こ（2016年－2019年、多摩テレビ）
- プレバト!!（2017年－2018年、MBS）番組アシスタントレギュラー
- 芸能人格付けチェック（2018年、ABC）番組アシスタントレギュラー

### 舞台
- アリスインプロジェクト「GIRLS TREK[6]」星組（2016年12月8日 - 11日、新宿・シアターブラッツ） - 島津桃子 役[7]
- アリスインプロジェクト「DANCE DANCE DANCE! 踊りが丘学園〜これが私の舞活動〜[8]」星組（2017年2月10日 - 19日、池袋・シアターKASSAI) - 蘭子 役[9]
- 劇団ドリームプリンセス「ぴんすぽ![10]」（2017年6月8日 - 11日、六行会ホール） - 碧雛乃 役[11]
- O-keyプロデュース「逆鱗ディストラクション」（2017年8月2日 - 6日、新宿・シアターブラッツ） - 暦 役[12]
- O-keyプロデュース「覚醒ノスタルジック」（2018年1月23日 - 28日、新宿・シアターブラッツ） - 宇美 役[13]
- 犀の穴×アリスインプロジェクト「12人の分かれる劇団員[14]」（2018年2月21日 - 25日、十条・犀の穴） - 樋口美穂 役[15]
- アリスインプロジェクト「降臨Hearts[16]」星組（2018年7月11日 - 16日、新宿村LIVE） - 原田左之助 役[17]